# Duolandrevus fruhstorferi
Duolandrevus fruhstorferi är en insektsart som beskrevs av Andrej Vasiljevitj Gorochov 1996. Duolandrevus fruhstorferi ingår i släktet Duolandrevus och familjen syrsor. Inga underarter finns listade i Catalogue of Life.